# Gliwicki Bank Handlowy
Gliwicki Bank Handlowy S.A. (w latach 2002–2004 Generalne Biuro Handlowe S.A.) – bank komercyjny z siedzibą w Gliwicach, istniejący w latach 1990–2002, prowadzący działalność bankową w latach 1990–2000.

## Historia
Utworzony w 1990. Współzałożycielem banku było miasto Gliwice. W 1996 akcjonariuszem większościowym banku został Wielkopolski Bank Kredytowy (WBK). W 2000 Komisja Nadzoru Bankowego (KNB) zezwoliła na przejecie działalności bankowej banku przez WBK. W 2002 KNB uchyliła zgodę na prowadzenie działalności bankowej przez spółkę, a jej nazę zmieniono na Generalne Biuro Handlowe S.A. w celu przeprowadzenia procesu likwidacji.